# Медведев, Сергей Валерьянович
Сергей Валерьянович Медведев (22 сентября 1927, Калуга — 28 марта 2012, Москва) — советский и российский учёный, специалист в области разработки и производства автоматики ядерных боеприпасов. Дважды лауреат Государственной премии СССР (1968, 1981).

## Биография
Окончил Московский инженерно-физический институт (1951).
В 1951—1954 сотрудник Института металловедения и физики металлов; в 1954—1959 гг. инженер на заводе «Молния».
В 1959—2008 гг. во ВНИИА: заместитель начальника и начальник лаборатории, главный инженер (1969—2005), заместитель директора по новой технике и реконструкции (2005—2008).
Кандидат технических наук.
Лауреат Государственной премии СССР:
- 1968 — за разработку и внедрение первой автоматизированной системы контроля ЯБП,
- 1981 — за создание и освоение серийного производства ЯБП для ракетного комплекса ВМФ.

## Награды
- орден Трудового Красного Знамени (1976)
- орден Почета (1998)
- медали:
  - «За доблестный труд. В ознаменование 100-летия со дня рождения В. И. Ленина»
  - «Ветеран труда»
  - «В память 850-летия Москвы».